# Roger Maris
Roger Eugene Maris (Hibbing, Minnesota, 10. rujna 1934. – Houston, Teksas, 14. prosinca 1985.) bio je američki igrač baseballa, hrvatskih korijena. Tijekom sezone 1961. postavio je novi rekord u optrčavanjima koji je iznosio 61 optrčavanje (home run). Time je srušio rekord legendarnog Babea Rutha iz 1927. godine, koji je iznosio 60 optrčavanja. Oba su igrača postigli rekorde za New York Yankeese.
Marisov rekord zadržao se sljedećih 37 godina.
Maris je odigrao 12 sezona (1957. – 1968.) za četiri različite ekipe, te osvojio tri naslova prvaka. Najkorisniji igrač lige bio je dva puta zaredom, 1960. i 1961. godine. U njegovu čast dres s brojem 9 umirovljen je, te ga više ne nosi niti jedan igrač New York Yankeesa.
Rodio se u Hibbingu, Minnesota u obitelji hrvatskih iseljenika  ↓m1 kao Roger Eugene Maras, ali je naknadno prezime promijenio u Maris, radi lakšeg izgovora. Odrastao je u gradu Fargu u Sjevernoj Dakoti.
Priča o njegovih 61 "Home Run-ova" ekranizirana je 2001. godine u TV filmu 61* u režiji Billy Crystala, a po scenariju Hanka Steinberga. Ulogu Rogera Marisa dobio je Barry Pepper.
1. ↑m1  http://www.forbes.com/forbes/2006/0410/033.html